# Mizzi Kaspar
Mizzi Kaspar (28. září 1864 – 29. ledna 1907) byla rakouská herečka a milenka arcivévody a korunního prince Rudolfa.
Mizzi byla herečka a s velkou pravděpodobností i prostitutka. Proslýchalo se, že princ Rudolf za ni platí vysoké sumy, před svou smrtí jí daroval 60 tisíc zlatých. Pravděpodobně byla princovou životní láskou, na rozdíl od jeho manželky Štěpánky Belgické.
Mizzi zemřela nejspíš na syfilis.

## Incident v Mayerlingu
Princ Rudolf sdělili Mizzi, že si přeje spáchat sebevraždu a snažil se ji přemluvit, aby se zabila spolu s ním. Tuto nabídku odmítla a snažila se informovat policii. Její hlášení však bylo ignorováno. Podle historiků byla Mizzi první volbou, s kým chtěl princ Rudolf sebevraždu spáchat. Když odmítla, obrátil se na svou druhou milenku, baronku Marii Vetserovou.